# Basilio Pompilj
Basilio Pompilj (né le 16 avril 1858 à Spolète en Ombrie, Italie et mort le 5 mai 1931 à Rome), est un cardinal italien de l'Église catholique du début de la XXe siècle, créé par le pape Pie X. Dans sa jeunesse Pompilj est un athlète.

## Biographie
Après son ordination, Basilio Pompilj fait du travail apostolique dans le diocèse de Rome et exerce des fonctions au sein de la Curie romaine, notamment comme protonotaire apostolique et comme auditeur à la Rote romaine.
Le pape Pie X le crée cardinal lors du consistoire du 27 novembre 1911. Il est vicaire général de Rome et archiprêtre de la basilique du Latran. En 1913 il est élu archevêque titulaire de Philippes (de).
Le cardinal Pompilj participe au conclave de 1914, lors duquel Benoît XV est élu, et au conclave de 1922 (élection de Pie XI). Il est vice-doyen du Collège des cardinaux.

## Succession apostolique
Basilio Pompilj a ordonné les évêques suivants :
- Archevêque Joaquim Domingues de Oliveira (1914)
- Cardinal Luigi Lavitrano (1914)
- Évêque Joseph Mariétan (de), C.R.A. (1914)
- Évêque Luigi Zaffarami (1915)
- Archevêque Carlo Sica (1915)
- Archevêque Ruggero Bovelli (it) (1915)
- Évêque Vincenzo Migliorelli (1916)
- Évêque Giuseppe de Nardis (1916)
- Évêque Romolo Molaroni (it) (1916)
- Évêque Aurelio Bacciarini, S.d.C. (1917)
- Archevêque Giuseppe Palica (it) (1917)
- Archevêque Amedeo Casabona (1917)
- Patriarche Luigi Barlassina (it) (1918)
- Évêque Giuseppe Antonio Caruso (it) (1919)
- Archevêque Pietro Benedetti (en) (1921)
- Évêque Felice Cribellati, F.D.P. (1921)
- Évêque Pasquale Gioia (it), C.R.S. (1921)
- Archevêque Salvatore Baccarini (de), C.R. (1922)
- Archevêque Antonio Melomo (1922)
- Évêque Alessandro Fontana (1923)
- Évêque Alfonso Maria de Sanctis (1928)
- Évêque Salvatore Del Bene (it) (1929)
- Cardinal Adeodato Piazza, O.C.D. (1930)
- Archevêque Johannes Baptist Geisler (it) (1930)